# República de Texas
La República de Texas (en inglés: Republic of Texas) fue un estado independiente en América del Norte, nunca reconocido por México, y que existió entre el 2 de marzo de 1836 y el 29 de diciembre de 1845, cuando se produjo la anexión de Texas a los Estados Unidos de América. Originalmente territorio novohispano y después mexicano, Texas se separó de México tras la guerra de independencia de Texas. En 1846, finalmente se produjo la transferencia de poderes a los Estados Unidos, hecho con que concluyó la efímera república.
Una de sus primeras decisiones, como estado independiente, fue la restauración de la esclavitud, abolida por México en 1829. En el año 1840 la nueva república contaba con más de 11 000 esclavos.

## Historia

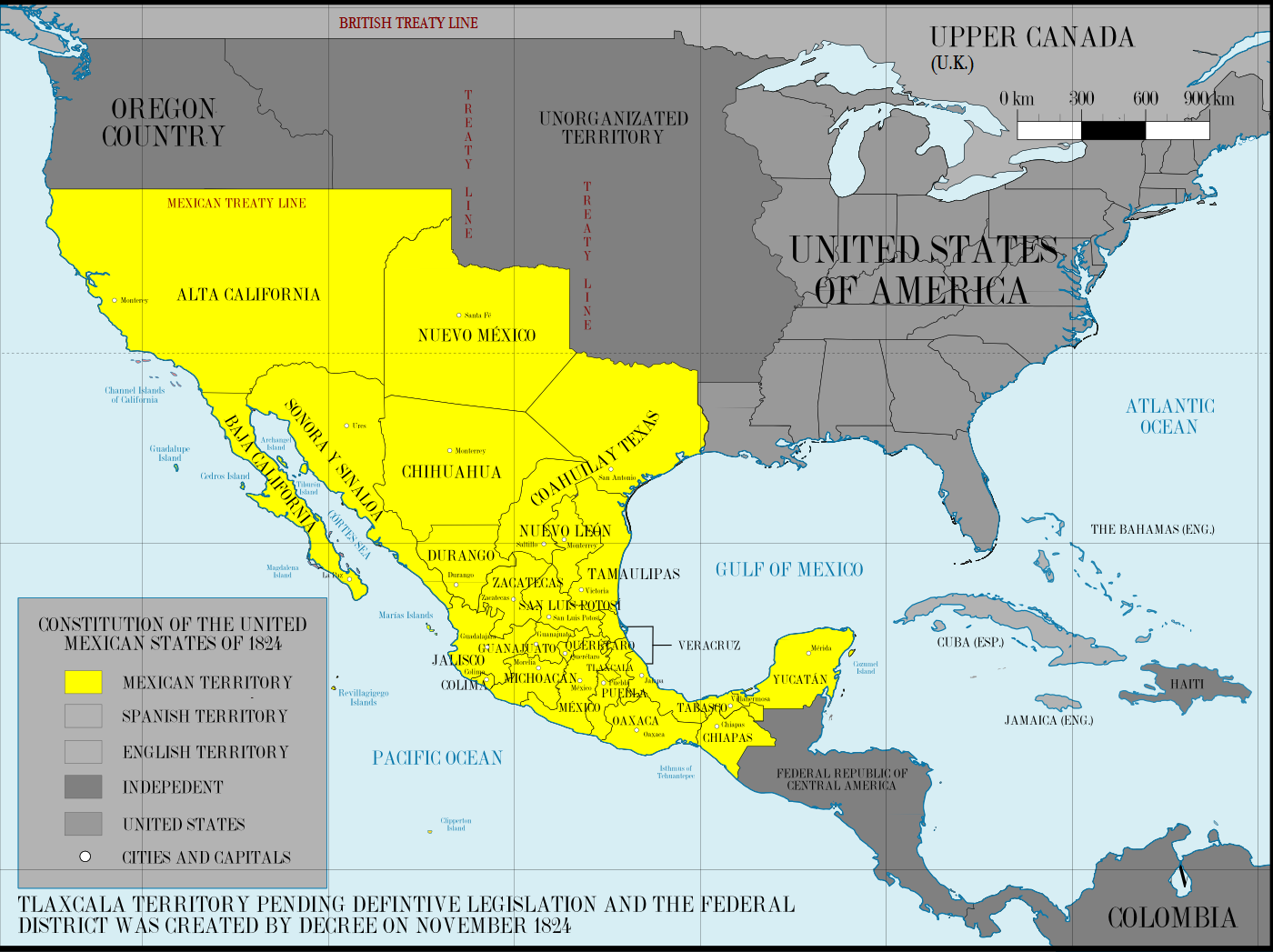
México en 1824. Texas era parte de México en 1824

El territorio de Texas correspondía al antiguo distrito de Béjar (San Antonio), que fue parte de Coahuila y Texas hasta 1835. Después de su independencia, Texas reclamaba como su territorio todas las tierras al norte del río Bravo, es decir, parte de Nuevo México, Chihuahua, Coahuila y Tamaulipas.
La frontera oriental de Texas con los Estados Unidos fue la definida por el Tratado Adams-Onis entre Estados Unidos y España en 1819. Las fronteras sur y occidental fueron disputadas con México durante toda la vida de la república texana, en primer lugar porque México nunca la reconoció como Estado independiente, y en segundo lugar porque sus reclamaciones territoriales no tenían sustento histórico. 
La decisión de los texanos de anexarse a Estados Unidos causó una protesta por parte del gobierno de México debido a que en el Tratado de Velasco (nunca ratificado por México), firmado en 1836, se enunciaba que Texas si se separaba de México no podría ser parte de Estados Unidos. Cuando esto sucede, México le declara la guerra a Texas, por ende, a Estados Unidos, por lo que Washington apoyó las reclamaciones territoriales de Texas y entró en guerra con su vecino del sur en 1846.

## Gobierno y política

### Símbolos estatales

Bandera (1836-39)
Bandera (1839-45)
Gran sello (1836-39)
Gran sello (1839-45)

### Presidentes y vicepresidentes de la República de Texas
| Orden | Presidente        | Vicepresidente         | Inicio de mandato       | Fin del mandato         |
| ----- | ----------------- | ---------------------- | ----------------------- | ----------------------- |
| 1     | David G. Burnet   | Lorenzo de Zavala      | 16 de marzo de 1836     | 22 de octubre de 1836   |
| 2     | Sam Houston       | Mirabeau B. Lamar      | 22 de octubre de 1836   | 10 de diciembre de 1838 |
| 3     | Mirabeau B. Lamar | David G. Burnet        | 10 de diciembre de 1838 | 13 de diciembre de 1841 |
| 4     | Sam Houston       | Edward Burleson        | 13 de diciembre de 1841 | 9 de diciembre de 1844  |
| 5     | Anson Jones       | Kenneth Lewis Anderson | 9 de diciembre de 1844  | 29 de diciembre de 1845 |